# Фогель, Александер
Александер Фо́гель (пол. Aleksander Fogiel; 1910—1996) — польский актёр театра, кино, радио и телевидения, также актёр озвучивания, сценограф и режиссёр театра.

## Биография
Александер Фогель родился 26 февраля 1910 года в г. Седльце. Двоюродный брат известного эстрадного певца Мечислава Фогга. Дебютировал на сцене военного театра в 1927 г. и выступал в военных театрах до конца Второй мировой войны. Затем актёр театров в Варшаве, Вильнюсе, Гродне, Люблине, Седльце, Познани, Вроцлаве, Ченстохове, Щецине, Лодзи, Гожув-Велькопольский, основатель и директор «Театра куклы и актёра» в Щецине. Выступал в спектаклях польского «театра телевидения» в 1962—1994 гг. Умер 17 января 1996 года в Лодзи и там похоронен на коммунальном кладбище Долы.

## Избранная фильмография

### актёр
- 1958 — База мёртвых людей / Baza ludzi umarłych — «Апостол»
- 1959 — Крест храбрых / Krzyż Walecznych
- 1959 — Увидимся в воскресенье / Zobaczymy się w niedzielę
- 1960 — Цена одного преступления (Современная история) / Historia współczesna
- 1960 — Крестоносцы / Krzyżacy
- 1960 — Никто не зовёт / Nikt nie woła
- 1960 — Сатана из седьмого класса / Szatan z siódmej klasy
- 1960 — Стеклянная гора / Szklana góra
- 1960 — Пиковый валет / Walet pikowy
- 1961 — История желтой туфельки / Historia żółtej ciżemki
- 1962 — Встреча в «Сказке» / Spotkanie w Bajce
- 1963 — Крещённые огнём / Skąpani w ogniu
- 1964 — Загонщик / Naganiacz
- 1964 — Агнешка 46 / Agnieszka 46
- 1964 — Итальянец в Варшаве / Giuseppe w Warszawie
- 1964 — Барышня в окошке / Panienka z okienka
- 1964 — Рукопись, найденная в Сарагосе / Rękopis znaleziony w Saragossie
- 1965 — Капитан Сова идёт по следу / Kapitan Sowa na tropie — (только во 2-й серии)
- 1965 — Остров преступников / Wyspa złoczyńców
- 1965 — Катастрофа / Katastrofa
- 1966 — Дон Габриэль / Don Gabriel
- 1966 — Давай любить сиренки / Kochajmy syrenki
- 1966 — Ад и небо / Piekło i niebo
- 1967 — Невероятные приключения Марека Пегуса / Niewiarygodne przygody Marka Piegusa
- 1967 — Все свои / Sami swoi
- 1967 — Йовита / Jowita
- 1967 — Юлия, Анна, Геновефа... / Julia, Anna, Genowefa — Дзивиш, отец Ирмы
- 1968 — Кукла / Lalka
- 1968 — Я выиграл! / Ja gorę!
- 1969 — Приключения канонира Доласа, или Как я развязал Вторую мировую войну / Jak rozpętałem drugą wojnę światową
- 1969 — Приключения пана Михала / Przygody pana Michała
- 1969 — Девичий заговор / Rzeczpospolita babska
- 1970 — Операция «Брутус» / Akcja Brutus
- 1971 — Кудесник за рулем / Motodrama
- 1972 — Коперник / Kopernik
- 1972 — Стеклянный шар / Szklana kula
- 1974 — Тут крутых нет / Nie ma mocnych
- 1974 — Первый правитель / Gniazdo
- 1975 — Ночи и дни / Noce i dnie
- 1975 — Бенямишек / Beniamiszek
- 1977 — Люби или брось / Kochaj albo rzuć
- 1977 — Кукла / Lalka
- 1979 — Форпост / Placówka
- 1980 — Карьера Никодима Дызмы / Kariera Nikodema Dyzmy
- 1980 — Крах операции «Террор» / Krach operacji Terror
- 1981 — Коноплянка / Konopielka
- 1982 — Да сгинет наваждение / Niech cię odleci mara
- 1982 — Пепельная среда / Popielec — (только в 9-й серии)
- 1983 — Марыня / Marynia
- 1985 — Женщина из провинции / Kobieta z prowincji
- 1987 — Магнат / Magnat
- 1990 — Прощание с осенью / Pożegnanie jesieni
- 1993 — Случай Пекосинского / Przypadek Pekosińskiego

### польский дубляж
- Белоснежка и семь гномов, Меч в камне, Пиноккио, Сто один далматинец

## Признание
- 1973 — Золотой Крест Заслуги.
- 1985 — Медаль «40-летие Народной Польши».
- Офицер ордена Возрождения Польши.